# Poznań Piątkowo
Poznań Piątkowo – towarowa stacja kolejowa w Poznaniu położona na linii kolejowej nr 395 i będąca początkiem linii kolejowej nr 803. Znajduje się w obrębie osiedla Podolany, przy granicy Poznania z Suchym Lasem.

## Historia
Stacja powstała w latach 70. XX w. wraz z budową linii kolejowej nr 395 w celu obsługi ruchu kolejowego na tzw. obwodnicy towarowej. Wykonano także jednotorowe połączenie z linią kolejową nr 354. Powstało 8 torów głównych, kilka bocznic oraz dwa przejazdy kolejowo-drogowe w ciągu ul. Obornickiej (zlikwidowany po wybudowaniu wiaduktu Gabriela Narutowicza) oraz w ciągu ul. Sucholeskiej.

## Ruch pociągów

### Ruch towarowy
Stacja użytkowana jest przez pociągi towarowe omijające stację Poznań Główny, a jadące do lub od stacji Poznań Franowo. Znajduje się tu także bocznice do kombinatu budowlanego oraz do bazy ratunkowej PKP PLK, nie powstały natomiast tory ładunkowe czy rampy załadowcze.